# Tetragnatha decipiens
Tetragnatha decipiens là một loài nhện trong họ Tetragnathidae.
Loài này thuộc chi Tetragnatha. Tetragnatha decipiens được miêu tả năm 1932 bởi Badcock.